# 滋賀中央森林組合
滋賀中央森林組合（しがちゅうおうしんりんくみあい）は、滋賀県甲賀市に本店を置く森林組合である。

## 概要
- 設立：2013年（平成25年）12月2日[1]
- 本店所在地：滋賀県甲賀市水口町鹿深3-39
- 組合員数：6,338人
- 常勤役職員数：39人

## 沿革
- 1964年10月 - 日野町森林組合を設立[1]。
- 1966年10月 - 信楽町森林組合を設立。
- 1982年6月 - 水口町森林組合、土山町森林組合、甲賀町森林組合、甲南町森林組合が合併し、甲賀郡森林組合が発足。
- 1995年11月 - 甲賀郡森林組合が石部町森林組合を吸収合併。
- 2005年7月 - 信楽町森林組合が甲賀市信楽森林組合へ改称。
- 2009年11月 - 甲賀郡森林組合が甲賀森林組合へ改称（愛称：J Forest甲賀）。
- 2013年12月2日 - 甲賀森林組合、甲賀市信楽森林組合、日野町森林組合が合併し、滋賀中央森林組合が発足。

## 管内地域概要
| 管内市町村 | 甲賀市・湖南市・日野町    |
| 区域面積   | 66,981 ha                 |
| 森林面積   | 42,256 ha（林野率64％）   |
| 民有林面積 | 40,209 ha（民有林率95％） |
| 人工林面積 | 20,308 ha（人工林率48％） |

## 本支店一覧
- 本所[3]
- 土山事業所・木材センター土山工場
- 信楽事業所・木材センター信楽工場
- 日野事業所
- 甲賀支所